# سد خاکی سرفراش
سد سرفراش، سدی از نوع خاکی در روستای سرفراش، ۱۳ کیلومتری دهستان معمولان در شهرستان پلدختر استان لرستان است. این سد بر روی رودخانه فصلی به نام گِلال وِرُو (Gelal-Vero) که از حوضه‌های آبریز خِرسِلَو و گُلکِرَمی آبدار می‌شود، ساخته شده است. از آب آن به منظور آبیاری باغها و زمینهای زراعی استفاده می‌شود.
این سد در فصل بهار به ویژه در سال‌های پر باران جلوه‌ای خاص به روستای سرفراش می‌بخشد. زیبایی این منطقه نسبت به مناطق اطراف بسیار زیاد می‌باشد و معمولاً مردم شهرهای استان در فصل بهار و به ویژه در روز سیزده به در چند روزی را در این منطقه سپری می‌کنند.

## مختصات جغرافیایی
این سد در عرض جغرافیایی ۳۳ درجه و ۲۱ دقیقه شمالی و طول جغراقیایی ۴۸ درجه و ۴ دقیقه شرقی، در جنوب غربی شهرستان خرم‌آباد قرار دارد.

## راه دسترسی
از جاده خرم‌آباد-پلدختر و دوکیلومتر مانده به معمولان به سمت چپ جاده آن شروع و به طول ۱۳ کیلومتر تماماً آسفالت می‌باشد. بهترین زمان برای بازدید از آن ماه‌های فروردین و اردیبهشت می‌باشند.